# Plauenscher Platz
Der Plauensche Platz befand sich in der Dresdner Seevorstadt am „26er Ring“. Infolge der massiven Zerstörungen durch die Luftangriffe auf Dresden 1945 und der geänderten städtebaulichen Konzeption in den Nachkriegsjahren der DDR wurde der Platz überbaut und ist seitdem nicht mehr sichtbar.

## Geschichte

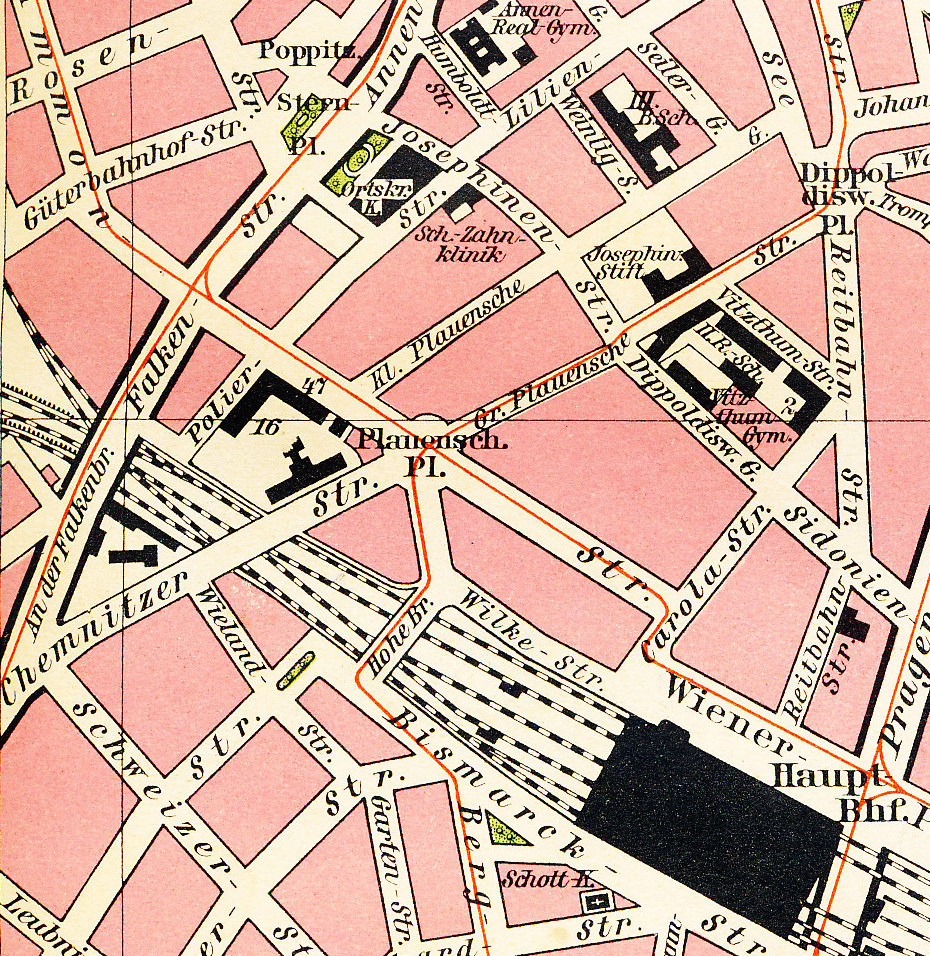
Karte des Plauenschen Platzes um 1930

Der Plauensche Platz entstand am Kreuzungspunkt der Großen Plauenschen Gasse (später Chemnitzer Straße/Große Plauensche Straße) mit dem Weg, der an deren Rand um die Seevorstadt herumführte. Dieser Weg wurde später zur Ammonstraße, die Große Plauensche Straße als Chemnitzer Straße (1871 benannt) in Richtung Plauen ausgebaut. Die Bergstraße wurde als geradlinige Verbindung zwischen Räcknitz und der Innenstadt ebenfalls an den Platz angeschlossen, zuvor endete die aus Dippoldiswalde kommende Landstraße etwas weiter östlich am Dippoldiswalder Schlag.
Im Jahr 1878 erhielt der Platz offiziell die Bezeichnung Plauenscher Platz. Über die Große Plauensche Straße bestand Anschluss an den Dippoldiswalder Platz und das Stadtzentrum. Die Chemnitzer Straße wurde über die Chemnitzer Brücke, die Bergstraße über die Bergstraßenbrücke an den Plauenschen Platz angebunden. Die Bergstraßenbrücke wurde beim Bau des Hauptbahnhofs bis 1894 durch die Hohe Brücke ersetzt. Die Verbindung zwischen Plauenschem Platz und Hoher Brücke erhielt 1894 den Namen Kohlschütterstraße nach dem Theologen Ernst Volkmar Kohlschütter (1812–1889).
Während der Luftangriffe auf Dresden 1945 wurde die Bebauung am Plauenschen Platz zerstört und nicht wieder aufgebaut. In den 1960er Jahren wurden sowohl die Chemnitzer Brücke als auch die Hohe Brücke abgerissen und durch die Budapester Straße samt gleichnamiger Straßenbrücke als neue Verbindung von Plauen ins Stadtzentrum ersetzt. Somit verlor auch die Große Plauensche Straße ihre Verkehrsbedeutung. Anstelle des Plauenschen Platzes entstand ein großzügig dimensionierter Verkehrsknotenpunkt zwischen Budapester Straße und Ammonstraße mit Auffahrrampen, einem neuen Bahnkörper für die Straßenbahn und Parkflächen für Busse.

## Bebauung

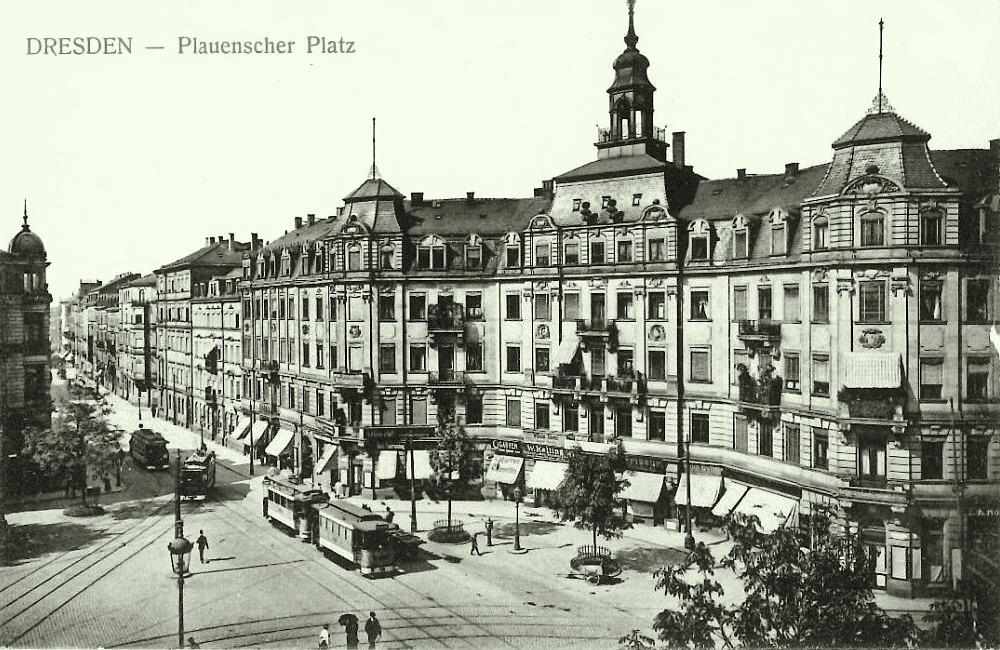
Dresden: Ehemaliger Plauenscher Platz mit Blick in die Ammonstraße gen Westen

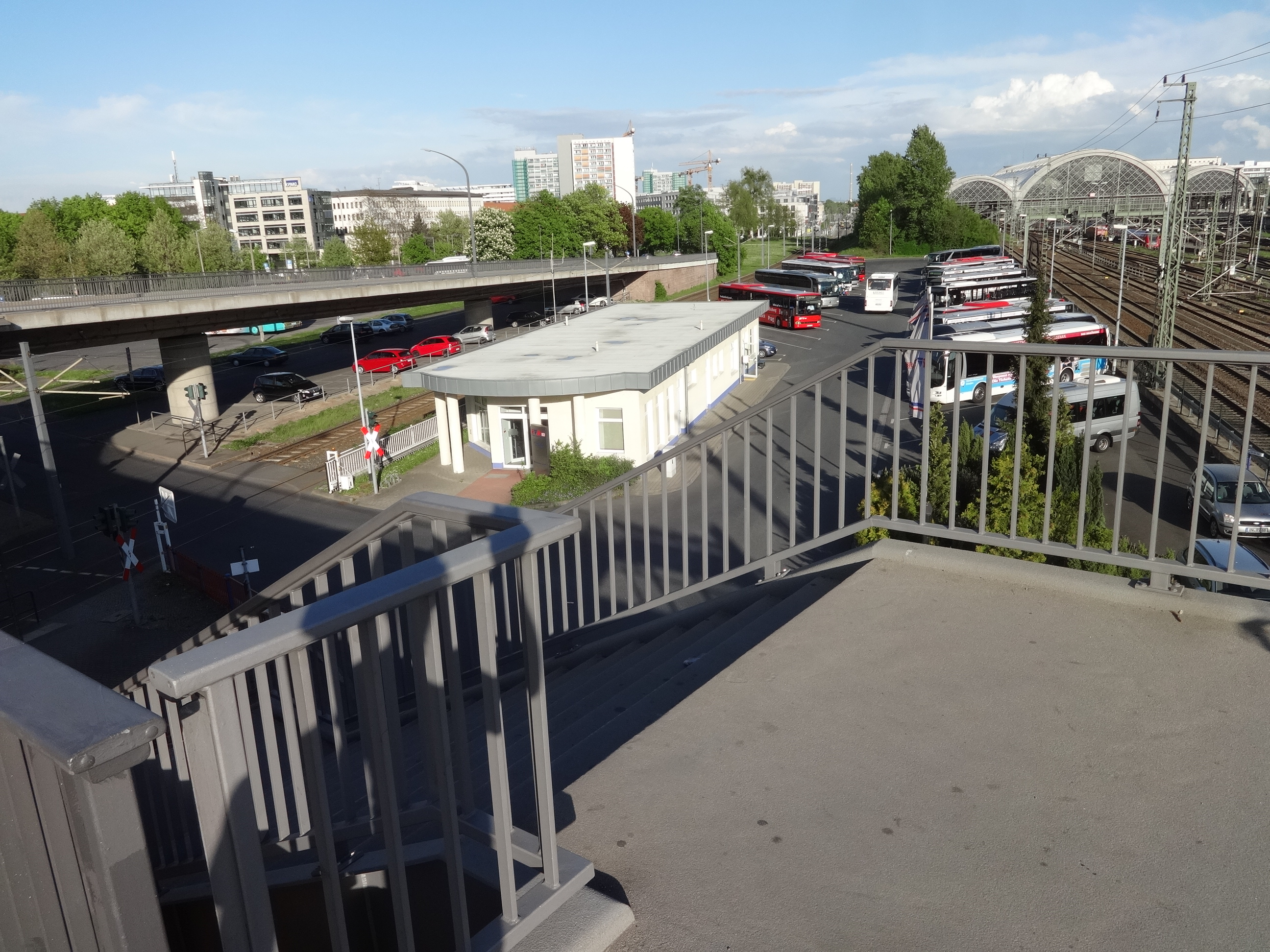
Situation seit den 1960er Jahren, der Plauensche Platz und die zugehörigen Straßenzüge sind nicht mehr vorhanden.

Insbesondere die Nordseite des Plauenschen Platzes war zwischen Ammonstraße und Großer Plauenscher Straße mit repräsentativen fünfgeschossigen Wohn- und Geschäftshäusern bebaut. Der Gebäudekomplex aus Ammonstraße 18, Plauenscher Platz 3 und Großer Plauenscher Straße 38 war zum Platz hin symmetrisch gestaltet, Nr. 3 hatte einen mittig aufgesetzten Turm und war unter anderem Filialsitz der Deutschen Lebensversicherung Arminia.
Zwischen Kohlschütterstraße und Ammonstraße befand sich im viergeschossigen Bau am Plauenschen Platz 1 das Restaurant „Meißner Hof“, geführt von Max Henke. Ebenfalls am Plauenschen Platz 1 hatte die Glasmanufaktur K. Picking ihren Sitz. Das ebenfalls viergeschossige Wohnhaus Plauenscher Platz 2 befand sich zwischen Chemnitzer Straße und Ammonstraße, dahinter waren die Dresdner Taubstummenanstalt und eine Schule gelegen. Nach Süden begrenzte das Haus Kohlschütterstraße 2 den Plauenschen Platz. Dort war unter anderem die „Schankwirtschaft Westend“ von Oswald Ludewig ansässig.

## Verkehr
Der Plauensche Platz war Knotenpunkt im Dresdner Straßenbahnnetz. Im Jahr 1872 wurde eine erste Pferdestraßenbahn über den Plauenschen Platz eröffnet. Die Conti-Linie führte von Blasewitz über die Ammonstraße, den Plauenschen Platz und die Chemnitzer Straße nach Plauen. Eine zweite Pferdebahn vom Dippoldiswalder Platz über die Große Plauensche Straße, den Plauenschen Platz, Bergstraße und Hohe Brücke nahm 1890 ihren Betrieb auf. Die Straßenbahnstrecke über die Chemnitzer Brücke wurde 1880 zugunsten der Führung über Ammonstraße und Falkenbrücke zunächst Betriebsstrecke und 1900 stillgelegt. Im Jahr 1899 wurde die Strecke über die Hohe Brücke elektrifiziert.
Mitte 1928 verkehrten folgende Linien über den Platz (siehe auch Dresdner Verkehrsbetriebe):
| Nr. | Endpunkt           | Verkehrsmittel | Streckenverlauf | Endpunkt         |
| --- | ------------------ | -------------- | --- | ---------------- |
| 4   | Pfotenhauer Straße | Straßenbahn    | Fürstenstraße – Fürstenplatz – Nicolaistraße – Canalettostraße – Stübelplatz – Lennéstraße – Gellertstraße – Wiener Straße – Hauptbahnhof – Carolastraße – Plauenscher Platz – Ammonstraße – Könneritzstraße  | Wettiner Bahnhof |
| 6   | Wilder Mann        | Straßenbahn    | Trachenberger Platz – Riesaer Platz – Großenhainer Platz – Neustädter Bahnhof – Marienbrücke – Ostraallee – Postplatz – Dippoldiswalder Platz – Plauenscher Platz – Hohe Brücke – Bergstraße – Reichsplatz    | Räcknitz         |
| 10  | Übigau             | Straßenbahn    | Mickten – Erfurter Platz – Marienbrücke – Ostraallee – Postplatz – Falkenstraße – Plauenscher Platz – Hauptbahnhof – Wiener Straße – Lennéplatz – Stübelplatz – Stephanienplatz – Fürstenplatz – Pohlandplatz | Gruna            |
| 26  | Hauptbahnhof       | Straßenbahn    | Wiener Straße – Lennéplatz – Stübelplatz – Kaulbachstraße – Holbeinplatz – Sachsenplatz – Kurfürstenplatz – Albertplatz – Neustädter Bahnhof – Marienbrücke – Könneritzstraße – Plauenscher Platz             | Hauptbahnhof     |

Mitte 1933 erfolgte mit der Einstellung des Linienverkehrs nach Räcknitz die Herabstufung des nicht mehr linienmäßig befahrenen Abschnitts zwischen Dippoldiswalder Platz und Hoher Brücke über den Plauenschen Platz zur Betriebsstrecke. Die Zerstörungen des 13.–15. Februar 1945 führten zur endgültigen Stilllegung der noch als Betriebsstrecke vorgehaltenen Gleise, die Schienen wurden im Zuge der Enttrümmerung noch in den 1940er Jahren ausgebaut und soweit verwendbar zur Behebung von Gleisschäden im verbliebenen Netz eingesetzt. Entlang der Ammonstraße blieb der Plauensche Platz aber an das Straßenbahnnetz angeschlossen.